# Korsnäs, Falun

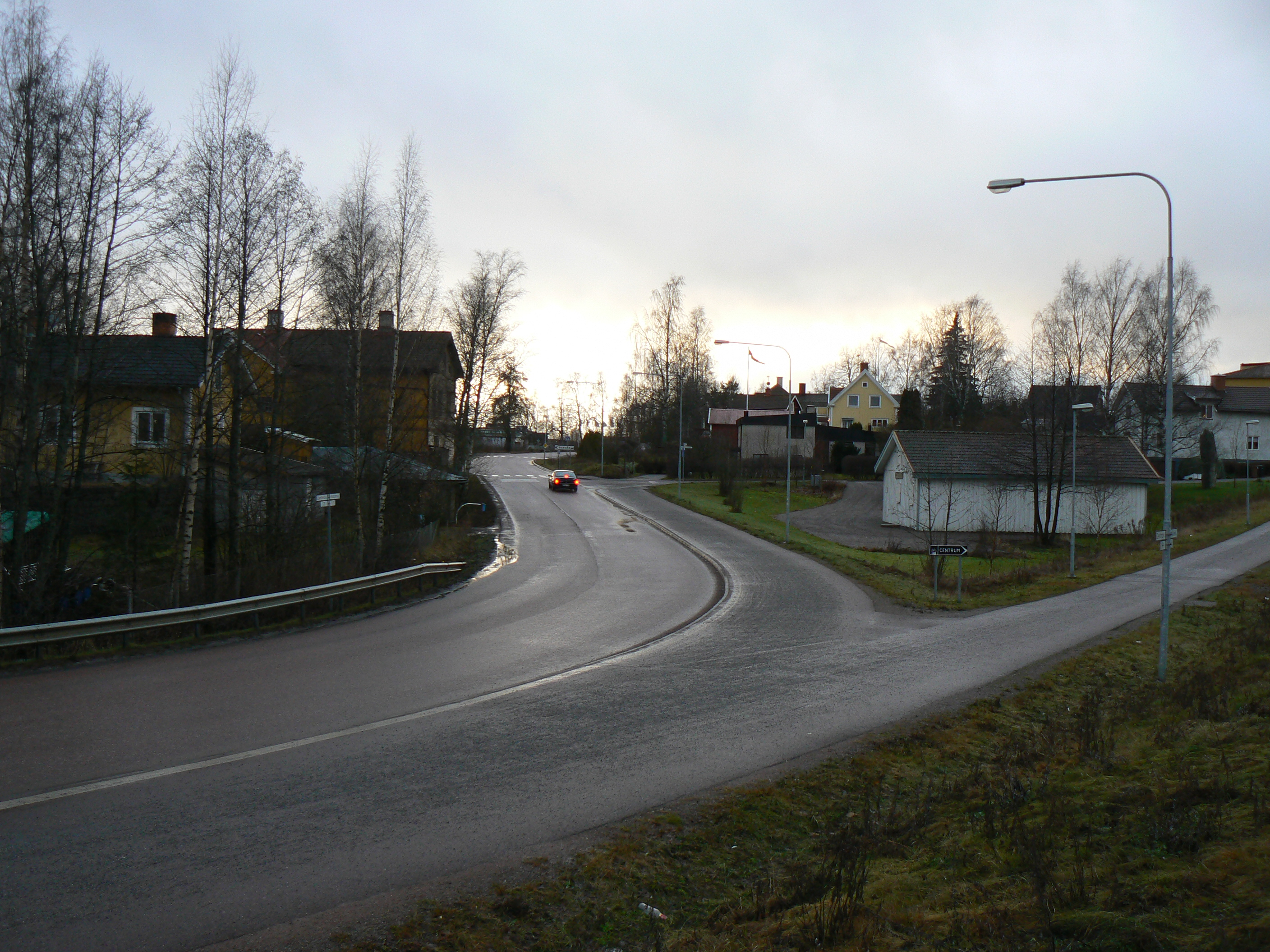
Korsnäs, Stationsvägen

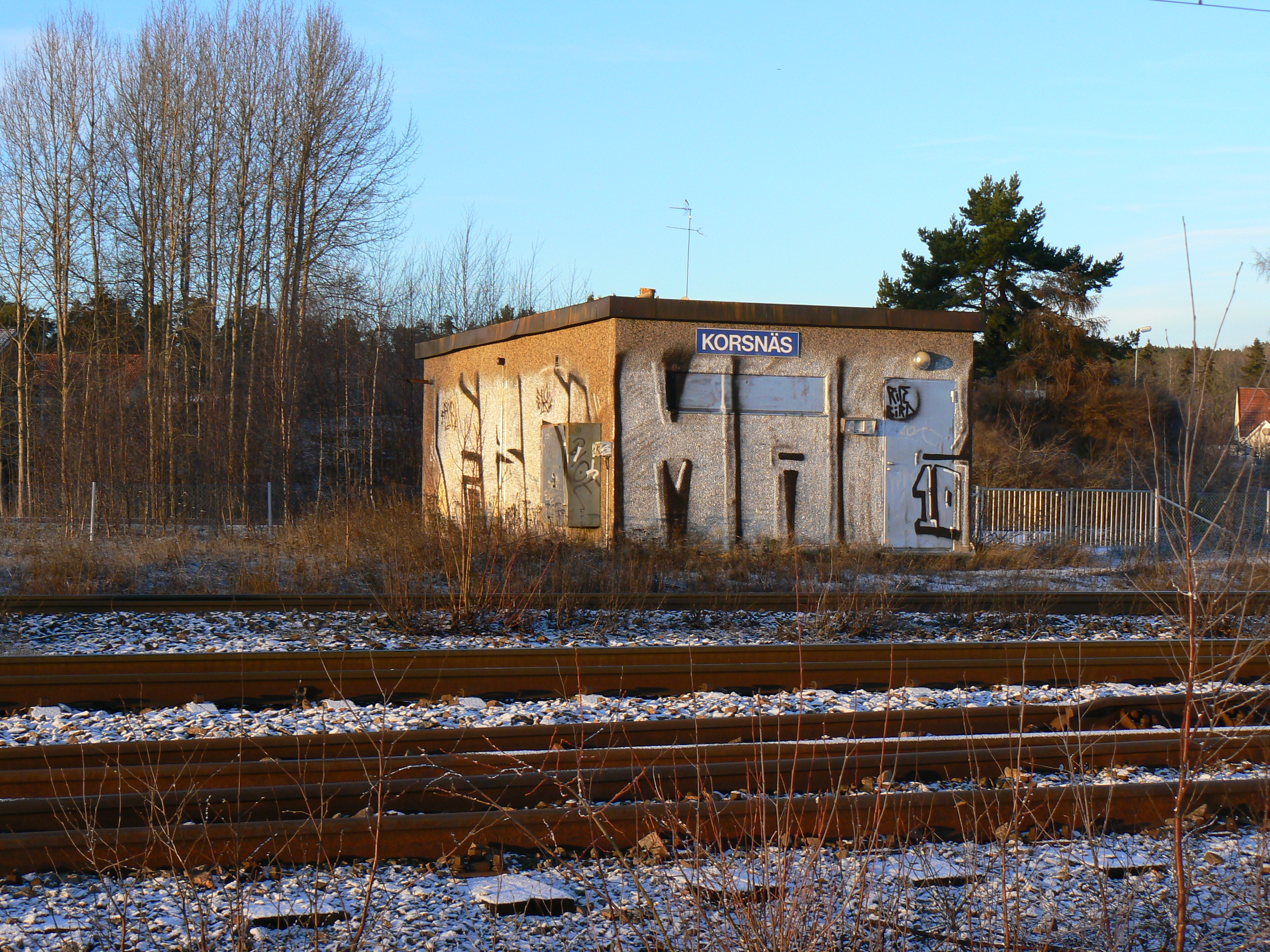
Korsnäs station, idag endast använd för tågmöten

Korsnäs är en stadsdel i östra Falun belägen mellan Hosjö och Hälsinggården, intill Hosjöns utlopp i Runn. Korsnäs är en ganska typisk ytterstadsdel med främst villabebyggelse. Lägenhetshus och radhus förekommer också. Korsnäs har några industrier, bl.a. tryckerier (ScandBook och Strålin & Persson AB ) och ett knäckebrödsbageri (Korsnäsbröd). I anslutning till stadsdelen ligger också Roxnäs industriområde. Området berörs av Dalatrafiks stadsbusslinje 11 och 152. 
Korsnäs tillhörde tidigare Stora Kopparbergs socken och gränsade till Falu stad i väster och Vika socken (Hosjö församling) i öster. Korsnäs var ett typiskt arbetarsamhälle. Vid strömmen i Korsnäs låg flera stora sågverk (Näs och Carlsfors sågverk på Hosjösidan och Korsnässågen på Korsnässidan), som etablerats sedan järnvägen till Gävle öppnats 1859. Ett av dessa, vars verksamhet skulle utvecklas till pappersindustriföretaget Korsnäs flyttade 1899 hela sin verksamhet, inklusive maskiner och arbetare, till Gävle.  
Korsnäs IF hör snarare hemma i grannstadsdelen Hosjö. Det är en idrottsforening som grundades 1904 och idag är uppdelad i fyra fristående klubbar under gemensamt namn: Korsnäs IF Fotboll, Korsnäs IF Skidklubb, Korsnäs IF Orientering och Korsnäs IF Bågskytte.